# Kingston (Washington)
Pour les articles homonymes, voir Kingston.
Kingston (appelé autrefois Apple Tree Cove, surnom Little City by the Sea) est une Census-designated place du comté de Kitsap dans l'État de Washington aux États-Unis.
La population de Kingston était de 1 611 habitants lors du recensement de 2000.